# العلاقات البولندية المصرية
العلاقات البولندية المصرية هي العلاقات الثنائية التي تجمع بين بولندا ومصر.

## مقارنة بين البلدين
هذه مقارنة عامة ومرجعية للدولتين:
| وجه المقارنة                                              | بولندا                                                                             | مصر           |
| --------------------------------------------------------- | ---------------------------------------------------------------------------------- | ------------- |
| المساحة (كم2)                                             | 312.68 ألف                                                                         | 1.01 مليون    |
| عدد السكان (نسمة)                                         | 38.43 مليون                                                                        | 94.80 مليون   |
| الكثافة السكانية (ن./كم²)                                 | 122.91                                                                             | 93.86         |
| العاصمة                                                   | وارسو                                                                              | القاهرة       |
| اللغة الرسمية                                             | اللغة البولندية                                                                    | اللغة العربية |
| العملة                                                    | زلوتي بولندي                                                                       | جنيه مصري     |
| الناتج المحلي الإجمالي (بليون دولار)                      | 524.51 مليار                                                                       | 235.37 مليار  |
| الناتج المحلي الإجمالي (تعادل القوة الشرائية) بليون دولار | 1.02 تريليون                                                                       | 998.67 مليار  |
| الناتج المحلي الإجمالي الاسمي للفرد دولار أمريكي          | 12.55 ألف                                                                          | 3.61 ألف      |
| الناتج المحلي الإجمالي للفرد دولار أمريكي                 | 26.14 ألف                                                                          |               |
| مؤشر التنمية البشرية                                      | 0.843                                                                              | 0.690         |
| رمز المكالمات الدولي                                      | +48                                                                                | +20           |
| رمز الإنترنت                                              | .pl                                                                                | .eg، .مصر     |
| المنطقة الزمنية                                           | توقيت وسط أوروبا، ت ع م+01:00، ت ع م+02:00، أوروبا/وارسو ‏، توقيت وسط أوروبا الصيفي | ت ع م+02:00   |

## منظمات دولية مشتركة
يشترك البلدان في عضوية مجموعة من المنظمات الدولية، منها:
| علم المنظمة | اسم المنظمة                        | تاريخ انضمام بولندا | تاريخ انضمام مصر |
| ----------- | ---------------------------------- | ------------------- | ---------------- |
|             | مؤسسة التنمية الدولية              | 28 أكتوبر 1960      | 26 أكتوبر 1960   |
|             | يونسكو                             | 6 نوفمبر 1946       | 22 يناير 1947    |
|             | وكالة ضمان الاستثمار متعدد الأطراف | 29 يونيو 1990       | 12 أبريل 1988    |
|             | الأمم المتحدة                      | 24 أكتوبر 1945      | 24 أكتوبر 1945   |
|             | الفريق المعني برصد الأرض           | ?                   | فبراير 2005      |
|             | الاتحاد البريدي العالمي            | 1 مايو 1919         | ?                |
|             | البنك الدولي للإنشاء والتعمير      | 27 يونيو 1986       | 27 ديسمبر 1945   |
|             | المنظمة الهيدروغرافية الدولية      | ?                   | 21 يونيو 1921    |
|             | الاتحاد الدولي للاتصالات           | 1921                | 9 ديسمبر 1876    |
|             | مؤسسة التمويل الدولية              | 29 ديسمبر 1987      | 20 يوليو 1956    |
|             | منظمة التجارة العالمية             | 1 يوليو 1995        | 30 يونيو 1995    |
|             | منظمة الشرطة الجنائية الدولية      | ?                   | 7 سبتمبر 1923    |

## وصلات خارجية
- موقع وزارة الخارجية البولندية
- موقع وزارة الخارجية المصرية